# 上思马尾杉
上思马尾杉（学名：Phlegmariurus shangsiensis），为石杉科马尾杉属下的一个植物种。